# 無綫電視節目巡禮
無綫電視節目巡禮（英語：TVB Sales Presentation），為電視廣播有限公司（無綫電視）每年無線台慶月活動之一。無綫電視會邀請廣告客戶預告來年各頻道的節目安排，其後亦會製成電視特輯讓觀眾得知主要資訊。
巡禮中的計劃以劇集為主，其次是外購節目，均盡快安排在年內製作或播出；當中亦有綜藝、資訊及文教節目的計劃。綜觀成效，早年巡禮片所介紹的不少劇集大多留在初始構思階段，以便介紹劇集的基本概念給予廣告客戶。所以儘管多數都能拍攝成功並播出，但最終成品無論在劇名、演員陣容還是故事情節上都可能與巡禮片當初的設定有所不同、甚至是大相徑庭。近年來巡禮片所介紹的劇集則在介紹前已經在拍攝或已經拍攝完畢，所以巡禮片內容和正劇之間內容差別不大；而外購節目方面，除非有特別情況，否則通常也能順利安排播出；至於綜藝、資訊及文教節目的變數則相對較多，取消製作的機率亦較大。
巡禮一般會在每年11月初舉行；而特輯多於《萬千星輝賀台慶》現場直播完結後播放，其後改為11或12月的某个周末播出。

## 每年標題
| 播出    | 標題                              | 地點             | 主持                                                           | 監製          | 編審          |
| ------- | --------------------------------- | ---------------- | -------------------------------------------------------------- | ------------- | ------------- |
| 2002年  | 無綫節目創新高峯                  | 清水灣電視城     | 羅敏莊、黃宇詩                                                 | 衛世輝        | —             |
| 2003年  | 全城投入無綫節目2004              | 將軍澳電視廣播城 | 向海嵐、郭羨妮、楊思琦、曹敏莉                                 | 衛世輝        | —             |
| 2004年  | 無綫節目力量更強                  | 跑馬地馬會快活谷 | 陳百祥、薛家燕、吳美珩、何韻詩、古巨基、李浩林                 | 錢國偉        | —             |
| 2005年  | 人氣節目2006                      | 將軍澳電視廣播城 | 陸詩韻、林莉、鄧上文、許佩琪                                   | 錢國偉        | —             |
| 2006年  | 無綫人氣節目2007                  | 將軍澳電視廣播城 | 周家蔚、陳茵媺                                                 | 賴偉棠        | —             |
| 2007年  | 無綫盛世節目2008                  | 將軍澳電視廣播城 | 丘凱敏                                                         | 衛世輝        | —             |
| 2008年  | 無綫節目時刻向前2009              | 將軍澳電視廣播城 | 丘凱敏                                                         | 何小慧        | —             |
| 2009年  | 無綫繼續Good Show 2010            | 將軍澳電視廣播城 | 鄭裕玲                                                         | 衛世輝        | 梁偉庭        |
| 2010年  | TVB快樂力量2011                   | 將軍澳電視廣播城 | 吳家樂、朱凱婷                                                 | 賴偉棠        | 梁偉庭        |
| 2011年  | TVB非凡夢想節目巡禮2012           | 將軍澳電視廣播城 | 鄭裕玲、陳倩揚                                                 | 衛世輝        | 梁偉庭        |
| 2012年  | TVB凝聚力量節目巡禮2013           | 將軍澳電視廣播城 | 鄭裕玲、崔建邦、林曉峰、黎耀祥、朱千雪、張名雅、黃心穎         | 陳旭亮        | 陳蕙蘭        |
| 2013年  | TVB創造傳奇節目巡禮2014           | 將軍澳電視廣播城 | 鄭裕玲、王祖藍、林盛斌                                         | 衛世輝        | 陳蕙蘭 鄧煒鵬 |
| 2014年  | TVB創新經典節目巡禮2015           | 將軍澳電視廣播城 | 陳芷菁、陳貝兒、林盛斌                                         | 衛世輝        | 鄧煒鵬 陳鳳珊 |
| 2015年  | TVB邁步向前節目巡禮2016           | 將軍澳電視廣播城 | 林盛斌、張繼聰、陳凱琳                                         | 衛世輝        | 陳鳳珊        |
| 2016年  | 2017 TVB節目巡禮星光晚宴          | 香港會議展覽中心 | 鄭裕玲                                                         | 衛世輝        | 袁思勇        |
| 2017年  | TVB金禧晚宴暨2018節目巡禮         | 香港會議展覽中心 | 鄭裕玲、林盛斌、麥美恩、陸浩明、姚子羚                         | 何小慧        | 文月清        |
| 2018年  | TVB 50+1再出發節目巡禮2019        | 將軍澳電視廣播城 | 麥美恩、陸浩明                                                 | 衛世輝 姜偉   | 黃華倫 鄭月明 |
| 2019年1 | TVB發放娛樂 分享快樂 節目巡禮2020 | 將軍澳電視廣播城 | 麥美恩、戴祖儀、林穎彤                                         | 姜偉          | 黃華倫 余鎮漢 |
| 2020年  | TVB節目巡禮2021                   | 將軍澳電視廣播城 | 陸浩明、林盛斌、林溥來、謝嘉怡、陳楨怡、郭柏妍                 | 何小慧 梁志康 | 黃華倫        |
| 2021年  | TVB攜手創無限節目博覽2022         | 將軍澳電視廣播城 | 林盛斌、陳貝兒、丁子朗、麥美恩、陸浩明、朱凱婷、林溥來、陳庭欣 | 姜偉          | 黃華倫        |
| 2022年  | 周年慶典節目巡禮2022              | 將軍澳電視廣播城 | 鄭裕玲、麥美恩、陸浩明                                         |               |               |
| 2022年  | TVB傳承·狂歡55節目博覽2023        | 將軍澳電視廣播城 | 鄭衍峰、麥美恩、陸浩明                                         |               |               |
| 2023年  | 2023 TVB年中節目巡禮              | 香港會議展覽中心 | 區永權、朱凱婷、林溥來、陳庭欣                                 |               |               |
| 2023年  | TVB繼續創新節目巡禮2024           | 將軍澳電視廣播城 | 陸浩明、麥美恩、林秀怡、林正峰                                 |               |               |
| 2024年  | 2024 TVB年中節目巡禮              | 香港會議展覽中心 | 林盛斌、陳懿德                                                 |               |               |
| 2024年  | TVB同行創新節目巡禮2025           | 將軍澳電視廣播城 | 林溥來、馮盈盈、鄭衍峰、陳懿德                                 |               |               |

^  注解1：商戶活動取消，改為播出節目《TVB發放娛樂 分享快樂 節目巡禮2020》